# Rapu-Rapu
Rapu-Rapu ist eine philippinische Stadtgemeinde in der Provinz Albay. Sie hat 36.920 Einwohner (Zensus 1. August 2015).
Sie besteht aus den drei Inseln Guinangayan-, Batan- und Rapu-Rapu Island selbst, auf der sich die Verwaltung der Gemeinde befindet. Die drei Inseln grenzen den Golf von Lagonoy und den Golf von Albay ab.

## Baranggays
Rapu-rapu ist politisch unterteilt in 34 Baranggays.
| - Bagaobawan - Batan - Bilbao - Binosawan - Bogtong - Buenavista - Buhatan - Calanaga - Caracaran - Carogcog - Dap-dap - Gaba | - Galicia - Guadalupe - Hamorawon - Lagundi - Liguan - Linao - Malobago - Mananao - Mancao - Manila - Masaga | - Morocborocan - Nagcalsot - Pagcolbon - Poblacion - Sagrada - San Ramon - Santa Barbara - Tinocawan - Tinopan - Viga - Villahermosa |